# Kuttor Csaba
Kuttor Csaba (Miskolc, 1975. augusztus 19. –)  magyar triatlonista. Három alkalommal  kvalifikálta magát nyári olimpiai játékokra, 2000-ben, 2004-ben és 2008-ban.

## Pályafutása
Első olimpiai szereplése  a 2000. évi nyári olimpiai játékokon volt. Kerékpáros bukás után harmincadik helyen ért célba 1:51:05.74 idővel. Négy évvel később kvalifikálta magát a 2004. évi nyári olimpiai játékokra, de ott betegség miatt nem tudott indulni. A 2008. évi nyári olimpiai játékokon 47. helyen végzett 1:55:53.38 idővel.
Később edzőként folytatta, s többek között az ifjúsági Európa-bajnok Horváth Zsanett edzője lett.